# David Nyathi
David Nyathi (Shatale, 22 de março de 1969) é um ex-futebolista sul-africano, que atuava como defensor. ele jogou a Copa do Mundo FIFA de 1998 por seu país. 

## Carreira
David Nyathi se profissionalizou no Kaizer Chiefs. Jogou no St. Gallen (Suíça), no Ankaragücü (Turquia), no Tenerife (Espanha) e no Cagliari (Itália), que foi o último clube de sua carreira.

## Seleção
David Nyathi integrou a Seleção Sul-Africana de Futebol na Copa das Confederações de 1997, na Arábia Saudita.

## Títulos
África do Sul
- Copa das Nações Africanas: 1996